# Los Angeles Reader
Los Angeles Reader fue un periódico semanal creado en 1978 y distribuido en Los Ángeles, Estados Unidos.  Siguió al formato (aún activo Chicago Reader.  El periódico fue conocido por tener longitud, comentarios de películas, obras y conciertos en el área de LA. James Vowell fue su editor fundador. Entre sus escritores estaban Keith Fitzgerald, Nigey Lennon, Lionel Rolfe, Lawrence Wechsler, Mick Farren, Richard Meltzer, Chris Morris, Jerry Stahl, Steven Kane, Andy Klein, Allen Levy, Jim Goad, Kirk Silsbee, Henry Sheehan, Samantha Dunn, Natalie Nichols, Steve Appleford, Eric Mankin (también editor), Paul Birchall, Eddie Rivera (que escribió el primer artículo de portada), Amy Steinberg, Harry Sheehan, Dan Sallit, Myron Meisel, David Ehrenstein. Tom Davis, Bruce Bebb, Stuart Goldman, Ernest Hardy, Kevin Uhrich, Erik Himmelsbach y David L. Ulin. Es famoso por ser el primer periódico que publicó una tira cómica de Matt Groening, Life in Hell, el 25 de abril de 1980. James Vowell contrató a Matt Groening como su asistente de editor en 1979. Groening fue también crítico de música. También contuvo tiras cómicas de David Lynch (director de Terciopelo azul) llamadas The Angriest Dog in the World, conocidas por tener exactamente el mismo número de casillas en todas ellas. James Vowell y su mujer Codette Wallace compraron el Reader del Chicago Reader en febrero de 1989. Vendieron "The Reader" al New Times Media en 1996, el cual emergió con el Los Angeles View para formar New Times LA.
An archived article from the L.A. Reader